# Хосе Герра (стрибун у воду)
Хосе Герра (ісп. José Guerra, 9 серпня 1979) — кубинський стрибун у воду.
Учасник Олімпійських Ігор 2000, 2004, 2008, 2012 років.
Призер Чемпіонату світу з водних видів спорту 2005, 2009 років.
Переможець Панамериканських ігор 2007 року, призер 1999, 2011 років.
Переможець Ігор Центральної Америки і Карибського басейну 2006 року.